# Misato Kimura
Pour les articles homonymes, voir Kimura.
Misato Kimura (木村 美里, Kimura Misato) est une ancienne joueuse de volley-ball japonaise née le 29 octobre 1991 à Akiruno (Tokyo). Elle mesure 1,61 m et jouait au poste de libero. Elle est la sœur de la joueuse de volley-ball, Saori Kimura. Elle a mis un terme à sa carrière de volleyeuse professionnelle en avril 2018.

## Clubs
| Club                              | De        | À         |
| --------------------------------- | --------- | --------- |
| Shimokitazawa Seitoku High School |           | 2009-2010 |
| Toray Arrows                      | 2010-2011 | 2017-2018 |

## Palmarès
- V Première Ligue
  - Vainqueur : 2012.
  - Finaliste : 2011, 2013.
- Tournoi de Kurowashiki
  - Finaliste : 2012.
- Coupe de l'impératrice
  - Vainqueur : 2011.
  - Finaliste : 2012.
- Championnat AVC des clubs
  - Finaliste : 2012.